# Lars Mittanks forsvinden
Lars Joachim Mittank (født 9. februar 1986 i Berlin) er en tysk mand, der forsvandt under mystiske omstændigheder den 8. juli 2014 nær Varna i Bulgarien under en ferie. Han er aldrig blevet set siden, og sagen skabte stor interesse på internettet, herunder også mediedækning.

## Baggrund og personlige liv
Lars Mittank blev født den 9. februar 1986 i Berlin og flyttede senere til Itzehoe, Slesvig-Holsten. Han arbejdede på et kraftværk, havde venner og en kæreste. Mittank hjalp tit sine forældre efter arbejde og blev for det meste beskrevet som en normal person af sine nærmeste. Mittank var tilhænger af fodboldklubben Werder Bremen.

## Mittanks forsvinden
Den 30. juni 2014 rejste Lars Mittank med fem venner til Bulgarien. Gruppen holdt ferie i syv dage ved Golden Sands, en badeby udenfor Varna. Den 6. juli var Mittank og hans venner på en bar, hvor Mittank kom i uenighed med Bayern München-tilhængere. Mittank skiltes fra vennerne i løbet af natten. Han dukkede op den næste morgen og fortalte dem, at han var blevet tævet af fire mænd i baren. Hændelsen resulterede i, at Mittank fik skadet sin kæbe og ene trommehinde. Mittank opsøgte en læge, som rådede ham til ikke at flyve. Hans venner ønskede at blive hos ham, men Mittank insisterede på, at han havde det fint, og bad dem at flyve hjem, hvilket de gjorde. Mittank checkede ud af resortet på samme tid som vennerne og tog til et andet hotel.
Næste morgen begyndte Mittank at blive paranoid. Han ringede til sin mor og sagde, at folk forfulgte ham. Klokken 01 om natten forlod Mittank hotellet, før han vendte tilbage en time senere. Det er ukendt, hvad han lavede i tidspunktet. Om morgenen ringede han igen til sin mor og fortalte hende, at menneskerne, der forfulgte ham, kom tættere på.
Mittank blev sidst set i Varna lufthavn den 8. juli 2014, hvor han håbede at flyve hjem. Her indtræf han lægen Kosta Kostov, som senere ville beskrive Mittanks opførsel som "nervøs og uberegnelig." Ifølge Kostov fortalte han Mittank, at han godt kunne rejse, men Mittank forlod ikke kontoret og udtrykte tvivl om medicinen, han fik udskrevet. På det tidspunkt kom en håndværker ind på kontoret. Kostov sagde, at Mittank råbte: "Jeg vil ikke dø her. Jeg er nødt til at komme ud herfra." Mittank flygtede og efterlod sin bagage, som inkluderede hans pung, telefon og pas. Undervejs blev han fanget på overvågning. Da han var udenfor, kunne man på optagelserne se ham klatre over et hegn og løbe i retning af en skov. Dette er sidste gang Mittank er blevet set i live.

## Spekulationer og teorier
Der er ikke enighed om årsagen til Mittanks adfærd op til hans forsvinden. Mittanks mor har sammen med læger tænkt, at adfærden muligvis var resultatet af en bivirkning fra antibiotikummet cefprozil, som Mittank fik udskrevet. Det er et cefalosporin, som er kendt for at inducere psykotiske bivirkninger, herunder hallucinationer og paranoia. Mittank havde ingen psykisk sygdom i sin opvækst, men et sammenbrud forårsaget af en uset sygdom er blevet diskuteret.
Da politiet ikke kunne finde ham, hyrede Mittanks mor privatdetektiven Andreas Gütig. Han tjekkede journaler for patienter uden identifikation, men fandt intet. Mittank havde erfaring med jagt og fiskeri, men der er skepsis omkring, hvorvidt han ville have kunnet overleve. Hans mor mener, at han stadig er i live og har mistet hukommelsen. I 2015 hævdede en trafikant, at han så Lars Mittank blaffe i Varna. Der har været flere rapporterede observationer, men ingen er bekræftet. I 2019 sagde en lastbilchauffør, at han havde kørt med en blaffer, som han troede var Lars Mittank. Efter omfattende research viste det sig, at blafferen ikke var Mittank.
Lars Mittank er blevet beskrevet som "den mest berømte eftersøgte person på YouTube." I 2018 var optagelserne fra Varna lufthavn blevet set mere end 16 millioner gange. Han er angivet som 180 centimeter høj med mørkeblondt hår og har et ar på venstre underarm.